# 硕花马先蒿
硕花马先蒿（学名：Pedicularis megalantha）是列当科马先蒿属的植物。分布在克什米尔、喜马拉雅、不丹以及中国大陆的西藏等地，生长于海拔2,300米至4,200米的地区，多生在溪流湿润处与林中，目前尚未由人工引种栽培。